# Jampruca nigricornis
Jampruca nigricornis är en skalbaggsart som beskrevs av Dilma Solange Napp och Martins 1982. Jampruca nigricornis ingår i släktet Jampruca och familjen långhorningar. Inga underarter finns listade i Catalogue of Life.